# ناكاومي
ناكاومي هي مدينة، في هندوراس، تقع في إدارة فالي، بلغ عدد سكانها 13,931 نسمة.

## أعلام
- خوسيه ماريا سان مارتن